# Indohya jacquelinae
Indohya jacquelinae är en spindeldjursart som beskrevs av Harvey och Volschenk 2007. Indohya jacquelinae ingår i släktet Indohya och familjen Hyidae. Inga underarter finns listade i Catalogue of Life.